# La Piedra, Hidalgo
La Piedra är en ort i Mexiko.   Den ligger i kommunen Chapulhuacán och delstaten Hidalgo, i den sydöstra delen av landet, 190 km norr om huvudstaden Mexico City. La Piedra ligger 616 meter över havet och antalet invånare är 179.
Terrängen runt La Piedra är bergig söderut, men norrut är den kuperad. Runt La Piedra är det ganska tätbefolkat, med 90 invånare per kvadratkilometer. Närmaste större samhälle är Tamazunchale, 19,7 km nordost om La Piedra. I omgivningarna runt La Piedra växer i huvudsak städsegrön lövskog.